# ابن معد
سید شمس الدین فِخار بن مَعَدّ موسوی، (درگذشته ۶۳۰ ق.) از فقهای قرن ششم و هفتم هجری و از بزرگان شهر حله است.
او از فرزندان ابراهیم مجاب، نوه موسی کاظم است. نسب وی با ده واسطه به موسی بن‌ جعفر، امام هفتم شیعیان، می‌رسد. فخار بن معد با هم‌شاگردی خود، ابن نما، دو شاگرد ممتاز ابن ادریس و ادامه دهنده مکتب فقهی او به شمار می‌روند. محقق حلی و ‌سید رضی الدین، علی بن طاووس از شاگردان اویند. «الحجة علی الذاهب إلی تکفیر أبی طالب، یا إیمان أبی طالب علیه‌السلام» از آثار اوست.